# Jesús Lucendo
Jesús Julián Lucendo Heredia (Pedro Muñoz, 19 aprile 1970) è un allenatore di calcio ed ex calciatore andorrano, di ruolo centrocampista.